# Commiphora dinteri
Commiphora dinteri är en tvåhjärtbladig växtart som beskrevs av Adolf Engler. Commiphora dinteri ingår i släktet Commiphora och familjen Burseraceae. Inga underarter finns listade i Catalogue of Life.